# Per Wiking
Per Wiking f. Per Viking Andersen (4. december 1931 i København – 23. november 2007), var en dansk skuespiller, studievært og tv-producer bl.a. på DR.
Efter sin uddannelse til skuespiller i 1954 medvirkede han i en række danske og udenlandske produktioner både som skuespiller, instruktør, manuskriptkonsulent og produktionsassistent.
I 1958 blev han ansat som medarbejder ved Radio Mercur, indtil denne blev lukket i 1962, hvorefter han blev ansat i DR.
Under sin ansættelse hos DR var han vært ved utallige programmer som "Gæt og Grimasser", "Kvit eller dobbelt", "Fup eller fakta" og "Hvornår var det nu det var", samt producer på underholdningsserier som "Hov-hov" og "Uha-uha".
I 2000 trak han sig tilbage til et liv som pensionist.